# Bergträsket (Nederkalix socken, Norrbotten)
Bergträsket är en sjö i Kalix kommun i Norrbotten och ingår i Kalixälvens huvudavrinningsområde. Sjön har en area på 0,171 kvadratkilometer och ligger 39 meter över havet. Vid provfiske har abborre, gers och mört fångats i sjön.

## Delavrinningsområde
Bergträsket ingår i det delavrinningsområde (733182-182906) som SMHI kallar för Utloppet av Bergträsket. Medelhöjden är 58 meter över havet och ytan är 2,44 kvadratkilometer. Det finns inga avrinningsområden uppströms utan avrinningsområdet är högsta punkten. Vattendraget som avvattnar avrinningsområdet har biflödesordning 3, vilket innebär att vattnet flödar genom totalt 3 vattendrag innan det når havet efter 14 kilometer. Avrinningsområdet består mestadels av skog (83 procent). Avrinningsområdet har 0,25 kvadratkilometer vattenytor vilket ger det en sjöprocent på 10,3 procent.